# Campeonato Europeo Femenino Sub-17 de la UEFA 2025
El Campeonato Europeo Femenino Sub-17 de la UEFA 2025  (también conocido como Eurocopa Femenina Sub-17 2025) fue la decimosexta edición del Campeonato Europeo Femenino Sub-17 de la UEFA, el campeonato internacional anual de fútbol juvenil organizado por la UEFA para las selecciones nacionales femeninas sub-17.
Islas Feroe albergó el torneo final con un total de ocho equipos.
Este torneo también sirvió como clasificatorio de la UEFA para la Copa Mundial Femenina de Fútbol Sub-17 de 2025 en Marruecos,
con los cinco mejores equipos clasificándose como representantes de la UEFA.

## Clasificación
El Comité Ejecutivo de la UEFA aprobó el 18 de junio de 2020 un nuevo formato de clasificación para el Campeonato Femenino Sub-17 y Sub-19 a partir de 2022. La competición de clasificación se jugó en dos rondas, con equipos divididos en dos ligas, con ascenso y descenso entre ligas después de cada ronda similar a la Liga de las Naciones de la UEFA.
Un total de 50 (de 55) naciones de la UEFA participaron en la competición de clasificación, además la anfitriona Islas Feroe también compitió a pesar de ya estar clasificada automáticamente, y siete equipos se clasificaron para la fase final del torneo al final de la segunda ronda para unirse a la anfitriona.

## Equipos clasificados
Los siguientes equipos se clasificaron para el torneo final.
| Equipo       | Método de clasificación | Apariciones | Última aparición      | Mejor rendimiento previo                       |
| ------------ | ----------------------- | ----------- | --------------------- | ---------------------------------------------- |
| Islas Feroe  | Anfitrión               | 1º          | —                     | Debut                                          |
| España       | Ganador Grupo A1        | 14º         | 2024 (Campeón)        | Campeón (2010, 2011, 2015, 2018, 2024)         |
| Francia      | Ganador Grupo A2        | 11º         | 2024 (Cuarto lugar)   | Campeón (2023)                                 |
| Italia       | Ganador Grupo A3        | 4º          | 2018 (fase de grupos) | Tercer lugar (2014)                            |
| Polonia      | Ganador Grupo A4        | 5º          | 2024 (fase de grupos) | Campeón (2013)                                 |
| Países Bajos | Ganador Grupo A5        | 6º          | 2022 (Cuarto lugar)   | Finalista (2019)                               |
| Noruega      | Ganador Grupo A6        | 7º          | 2024 (fase de grupos) | Cuarto lugar (2009, 2016) Semifinalista (2017) |
| Austria      | Ganador Grupo A7        | 3º          | 2019 (fase de grupos) | Fase de grupos (2014, 2019)                    |

## Sedes
| Klaksvík                             | Klaksvík Tórshavn | Tórshavn        |
| ------------------------------------ | ----------------- | --------------- |
| Við Djúpumýru (Klaksvík Stadion)     | Klaksvík Tórshavn | Tórsvøllur      |
| Capacidad: 2500                      | Klaksvík Tórshavn | Capacidad: 6500 |
| Archivo:Við Djúpumýrar, Klaksvík.jpg | Klaksvík Tórshavn |                 |

## Sorteo
El sorteo de la fase de grupos se celebró el 26 de marzo de 2025 a las 12:00 h en la Sala Filarmónica de Varpið, Klaksvík.

## Fase de grupos
Las ganadoras y subcampeonas de grupo avanzaron a las semifinales y se clasificaron automáticamente para la Copa Mundial Femenina Sub-17 de la FIFA 2025. Los terceros de ambos grupos se clasificaron para el partido de desempate, y el ganador también se clasificó para la Copa Mundial Femenina Sub-17 de la FIFA 2025.
     – Clasificados a Semifinales y a la Copa Mundial Femenina Sub-17 de 2025.

     – Clasificado a Play-off.
Todas las horas son locales CEST (UTC+2).

### Grupo A
| Equipo       | Pts | PJ | PG | PE | PP | GF | GC | Dif |
| ------------ | --- | -- | -- | -- | -- | -- | -- | --- |
| Países Bajos | 9   | 3  | 3  | 0  | 0  | 15 | 1  | +14 |
| Noruega      | 4   | 3  | 1  | 1  | 1  | 10 | 2  | +8  |
| Austria      | 4   | 3  | 1  | 1  | 1  | 10 | 4  | +6  |
| Islas Feroe  | 0   | 3  | 0  | 0  | 3  | 0  | 28 | -28 |

| 4 de mayo de 2025 | Austria        | 1:4 (1:3) | Países Bajos                                    | Við Djúpumýrar, Klaksvík |                       |
| 16:00             | - Grabovac 30' | Reporte   | - 7', 90' Derks - 14' Dap - 23' (a.g.) Grabovac | Árbitra: Kirsty Dowle    | Árbitra: Kirsty Dowle |

| 4 de mayo de 2025 | Islas Feroe | 0:10 (0:8) | Noruega                                                                                        | Tórsvøllur, Tórshavn    |                         |
| 19:00             |             | Reporte    | - 1', 12', 35' Preus - 6', 20' Herseth - 13', 30' Senior-Hårvik - 43' Hoem - 55', 65' Halbmayr | Árbitra: Vanja Janković | Árbitra: Vanja Janković |

| 7 de mayo de 2025 | Islas Feroe | 0:9 (0:5) | Austria                                                                                                | Við Djúpumýrar, Klaksvík    |                             |
| 16:00             |             | Reporte   | - 6', 19' Lueger - 12', 43', 69' Rauscha - 45+1' Grabovac - 52' Tuppinger - 86' Szuchy - 90+1' Richter | Árbitra: Nanna Løf Andersen | Árbitra: Nanna Løf Andersen |

| 7 de mayo de 2025 | Países Bajos                | 2:0 (0:0) | Noruega | Tórsvøllur, Tórshavn    |                         |
| 19:00             | - Eloualidi 75' - Derks 88' | Reporte   |         | Árbitra: Laura Mauricio | Árbitra: Laura Mauricio |

| 10 de mayo de 2025 | Países Bajos | 9:0 (4:0) | Islas Feroe | Tórsvøllur, Tórshavn  |                       |
| 16:00              | - Horváth 13', 65' - El Belati 18', 71' - Djurhuus 28' (a.g.) - Vinckers 45+2' - Renfurm 63', 76' - Touzani 68' | Reporte   |             | Árbitra: Jelena Kumer | Árbitra: Jelena Kumer |

| 10 de mayo de 2025 | Noruega | 0:0     | Austria | Við Djúpumýrar, Klaksvík |                         |
| 16:00              |         | Reporte |         | Árbitra: Vanja Janković  | Árbitra: Vanja Janković |

### Grupo B
| Equipo  | Pts | PJ | PG | PE | PP | GF | GC | Dif |
| ------- | --- | -- | -- | -- | -- | -- | -- | --- |
| Italia  | 7   | 3  | 2  | 1  | 0  | 7  | 5  | +2  |
| Francia | 5   | 3  | 1  | 2  | 0  | 5  | 3  | +2  |
| España  | 4   | 3  | 1  | 1  | 1  | 5  | 4  | +1  |
| Polonia | 0   | 3  | 0  | 0  | 3  | 5  | 10 | -5  |

| 5 de mayo de 2025 | España          | 1:1 (1:1) | Francia       | Við Djúpumýrar, Klaksvík     |                              |
| 16:00             | - Cristóbal 12' | Reporte   | - 24' Adedini | Árbitra: Franziska Wildfeuer | Árbitra: Franziska Wildfeuer |

| 5 de mayo de 2025 | Polonia                                   | 3:4 (0:3) | Italia                                                          | Tórsvøllur, Tórshavn    |                         |
| 19:00             | - Świrska 47' - Klimczak 83' - Burzan 88' | Reporte   | - 5' Romanelli - 34' (a.g.) Ostopinka - 42' Giudici - 84' Galli | Árbitra: Jana Van Laere | Árbitra: Jana Van Laere |

| 8 de mayo de 2025 | Italia       | 1:1 (1:1) | Francia       | Tórsvøllur, Tórshavn  |                       |
| 16:00             | - Bedini 14' | Reporte   | - 39' Adedini | Árbitra: Jelena Kumer | Árbitra: Jelena Kumer |

| 8 de mayo de 2025 | España                                 | 3:1 (1:0) | Polonia               | Við Djúpumýrar, Klaksvík    |                             |
| 19:00             | - Quer 41' - Arufe 71' - Domínguez 76' | Reporte   | - 74' (a.g.) Carvajal | Árbitra: Milica Milovanović | Árbitra: Milica Milovanović |

| 11 de mayo de 2025 | Italia           | 2:1 (1:0) | España            | Tórsvøllur, Tórshavn    |                         |
| 16:00              | - Galli 38', 71' | Reporte   | - 90+2' Cristóbal | Árbitra: Jana Van Laere | Árbitra: Jana Van Laere |

| 11 de mayo de 2025 | Francia                                           | 3:1 (2:0) | Polonia       | Við Djúpumýrar, Klaksvík    |                             |
| 16:00              | - Khafari 19' - Bardet 32' - Lemańczyk 88' (a.g.) | Reporte   | - 51' Świrska | Árbitra: Nanna Løf Andersen | Árbitra: Nanna Løf Andersen |

## Fase final

### Cuadro de desarrollo
|  | Semifinales       | Semifinales       | Semifinales |         |              | Final        | Final      | Final      |  |
|  | 14 de mayo        | 14 de mayo        | 14 de mayo  |         |              | 17 de mayo   | 17 de mayo | 17 de mayo |  |
|  |                   |                   |             |         |              |              |            |            |  |
|  |                   |                   |             |         |              |              |            |            |  |
|  | Países Bajos (p.) | Países Bajos (p.) | 1 (4)       |         |              |              |            |            |  |
|  | Países Bajos (p.) | Países Bajos (p.) | 1 (4)       |         |              |              |            |            |  |
|  | Francia           | Francia           | 1 (3)       |         |              |              |            |            |  |
|  | Francia           | Francia           | 1 (3)       |         | Países Bajos | Países Bajos | 2          |            |  |
|  |                   |                   |             |         | Países Bajos | Países Bajos | 2          |            |  |
|  |                   |                   | Noruega     | Noruega | 1            |              |            |            |  |
|  | Italia            | Italia            | Noruega     | Noruega | 1            | 1            |            |            |  |
|  | Italia            | Italia            |             |         |              | 1            |            |            |  |
|  | Noruega           | Noruega           | 3           |         |              |              |            |            |  |
|  | Noruega           | Noruega           | 3           |         |              |              |            |            |  |
|  |                   |                   |             |         |              |              |            |            |  |

|  | Play-off   |         |   |  |
|  | 14 de mayo |         |   |  |
|  |            |         |   |  |
|  | Austria    | Austria | 1 |  |
|  | Austria    | Austria | 1 |  |
|  | España     | España  | 6 |  |
|  | España     | España  | 6 |  |

### Play-off para la Copa Mundial Femenina Sub-17 de 2025
| 14 de mayo de 2025 | Austria       | 1:6 (1:2) | España                                                                                 | Tórsvøllur, Tórshavn    |                         |
| 13:00              | - Richter 30' | Reporte   | - 23' Quer - 29' Carvajal - 52' Domínguez - 59' (pen.) Gómez - 64' Arufe - 77' Jiménez | Árbitra: Laura Mauricio | Árbitra: Laura Mauricio |

### Semifinales
| 14 de mayo de 2025 | Países Bajos                                     | 1:1 (1:0) (4:3 p.)         | Francia                                                       | Við Djúpumýrar, Klaksvík     |                              |
| 16:00              | - Pennock 5'                                     | Reporte                    | - 83' Ruffien                                                 | Árbitra: Franziska Wildfeuer | Árbitra: Franziska Wildfeuer |
|                    |                                                  | Tiros desde el punto penal |                                                               |                              |                              |
|                    | Renfurm · Derks · Thomassen · Vinckers · Touzani |                            | Grondin · Laboucarie · Ramdane · Moreau-Tranchant · Fathallah |                              |                              |

| 14 de mayo de 2025 | Italia        | 1:3 (0:2) | Noruega                                         | Tórsvøllur, Tórshavn        |                             |
| 19:00              | - Giudici 49' | Reporte   | - 28' Herseth - 41' (a.g.) Randazzo - 86' Preus | Árbitra: Milica Milovanović | Árbitra: Milica Milovanović |

### Final
| 17 de mayo de 2025 | Países Bajos                   | 2:1 (2:0) | Noruega     | Tórsvøllur, Tórshavn  |                       |
| 19:00              | - Van der Vliet 4' - Derks 42' | Reporte   | - 56' Preus | Árbitra: Kirsty Dowle | Árbitra: Kirsty Dowle |

|                                  |
| Bandera de los Países Bajos      |
| Campeón Países Bajos 1.er título |

## Clasificados aMarruecos 2025
| Bandera de España | Bandera de Francia | Bandera de Italia | Bandera de Noruega | Bandera de los Países Bajos |
| España            | Francia            | Italia            | Noruega            | Países Bajos                |
| ----------------- | ------------------ | ----------------- | ------------------ | --------------------------- |